# Resolutie 1045 Veiligheidsraad Verenigde Naties
Resolutie 1045 van de Veiligheidsraad van de Verenigde Naties werd unaniem door de VN-Veiligheidsraad aangenomen op 8 februari 1996 en verlengde de UNAVEM III-missie in Angola met drie maanden.

## Achtergrond
Nadat Angola in 1975 onafhankelijk was geworden van Portugal keerden de verschillende onafhankelijkheidsbewegingen zich tegen elkaar om de macht. Onder meer Zuid-Afrika en Cuba bemoeiden zich in de burgeroorlog, tot ze zich in 1988 terugtrokken. De VN-missie UNAVEM I zag toe op het vertrek van de Cubanen. Een staakt-het-vuren volgde in 1990, en hiervoor werd de UNAVEM II-missie gestuurd. In 1991 werden akkoorden gesloten om democratische verkiezingen te houden die eveneens door UNAVEM II zouden worden waargenomen.

## Inhoud

### Waarnemingen
De Veiligheidsraad herhaalde het belang dat hij hechtte aan de uitvoering van de vredesakkoorden, het Lusaka-Protocol en de Veiligheidsraadresoluties. De Raad was diep bezorgd om de vertragingen bij de uitvoering van het Lusaka-Protocol en de verslechterende humanitaire situatie. Het herstel van de economie zou een vitale bijdrage aan de vrede kunnen leveren. In resolutie 976 was gesteld dat UNAVEM III haar missie tegen februari 1997 zou voltooien. Nu bleek dat de uitvoering van het Lusaka-Protocol erg achter op schema liep.

### Handelingen
Het mandaat van UNAVEM III werd verlengd tot 8 mei. Angola en UNITA werden herinnert aan hun verplichtingen in verband met het staakt-het-vuren, de integratie van het leger, ontmijning en de integratie van UNITA in het staatsbestel. De stappen in de goede richting die Angola had gezet werden verwelkomd. Er werd verwacht dat het land zijn troepen verder zou inkwartieren, gevangenen vrij zou laten, buitenlands personeel terug zou sturen en een programma voor de ontwapening van burgers zou opstellen. De inkwartiering en ontwapening van UNITA-troepen gingen dan weer veel te traag. UNITA werd dan ook opgeroepen dit onverwijld en volgens het overeengekomen tijdsschema af te ronden. Beide partijen moesten ook de vijandige propaganda
stoppen en meewerken aan de onpartijdige UNAVEM-radio. Ook werden de president van Angola en de voorzitter van UNITA aangespoord regelmatig samen te zitten.

## Verwante resoluties
- Resolutie 976 Veiligheidsraad Verenigde Naties (1995)
- Resolutie 1008 Veiligheidsraad Verenigde Naties (1995)
- Resolutie 1055 Veiligheidsraad Verenigde Naties
- Resolutie 1064 Veiligheidsraad Verenigde Naties

Lijst ·  1036 ·  1037 ·  1038 ·  1039 ·  1040 ·  1041 ·  1042 ·  1043 ·  1044 ·  1045 ·  1046 ·  1047 ·  1048 ·  1049 ·  1050 ·  1051 ·  1052 ·  1053 ·  1054 ·  1055 ·  1056 ·  1057 ·  1058 ·  1059 ·  1060 ·  1061 ·  1062 ·  1063 ·  1064 ·  1065 ·  1066 ·  1067 ·  1068 ·  1069 ·  1070 ·  1071 ·  1072 ·  1073 ·  1074 ·  1075 ·  1076 ·  1077 ·  1078 ·  1079 ·  1080 ·  1081 ·  1082 ·  1083 ·  1084 ·  1085 ·  1086 ·  1087 ·  1088 ·  1089 ·  1090 ·  1091 ·  1092